# Astraptes anaphus
Espèce
Astraptes anaphus est une espèce de lépidoptères (papillons) de la famille des Hesperiidae, originaire d'Amérique, depuis l'Argentine jusqu'aux Antilles.